# Ana Gabriela
Ana Gabriela Leme de Souza (São José dos Campos, 27 de abril de 1996) é uma cantora, compositora e multi-instrumentista brasileira. Recebeu disco de ouro com seu single "Mais de Nós" e de diamante duplo com o single "Deixa", produzido em conjunto com a banda Lagum. O álbum de estreia da artista intitulado "Ana" recebeu certificado de ouro no Brasil por suas mais de 40 mil cópias vendidas.

## Carreira
Ficou conhecida na internet em 2015, após criar seu canal no YouTube e postar suas releituras de seus artistas favoritos com seu timbre leve. Ana foi indicada na categoria "Melhor Cover da Web" com seu cover de “Eu era” (Marcos & Belutti) no Prêmio Multishow 2017. 
Após alguns lançamentos de singles e EPs em sua carreira autoral, estreou seu primeiro álbum de estúdio "Ana" (2020), que conta com composição inédita de Ana Caetano do duo Anavitória, "Teu Nome Imita o Mar". Além das participações de Fran Gil em "Vem Cá" e trio Melim em "Não Te Largo, Não Te Troco". O sucesso com a banda acumula mais de 65 milhões de plays nas plataformas de áudio.
Ana assina sozinha e acompanhada outras do disco, são elas, "Acho que Te Amo", "Casa 180", "Cozinha", "Eu Quero Muito Mais", "Mulher", "Por um Triz", "Quem Sou Eu", "Fique Mais" e "Nada Nada", além de "X", canção que ganhou clipe divertido e viralizou no TikTok, que é inspirada em histórias de Ana com suas ex-namoradas.
Em 2021, Ana lançou os singles "Capa de Revista" e "Não Me Chama de Sua".
Em 2022, a cantora lançou seu segundo álbum “Degradê”, que estreia em clima alto astral e contém onze faixas, dez de autoria de Ana e uma gravação de “No Escuro” (Ana Caetano) com participação do duo AnaVitória. O disco já conta com mais de 20 milhões de reproduções nas plataformas digitais.
Revisitando seus trabalhos antigos, em 2023, Ana Gabriela lançou o projeto "Acústico Ana Gabriela" trazendo uma nova roupagem a canções já lançadas ao longo de sua carreira. O álbum contou com a faixa inédita 'Taça de Vidro" em parceria com o cantor Bryan Behrn.